# Lipis

Lipis läge i delstaten Pahang.

Lipis är ett distrikt i delstaten Pahang, Malaysia. Distriktet har 89 730 invånare (2010).